# Liste der Nummer-eins-Hits in den USA (1959)
Dies ist eine Liste der Nummer-eins-Hits in den von Billboard ermittelten Charts in den USA (Hot 100) im Jahr 1959. In diesem Jahr gab es fünfzehn Nummer-eins-Singles und zwölf Nummer-eins-Alben.

## Singles
| ← 1958 ← | Liste der Nummer-eins-Hits in den USA | Liste der Nummer-eins-Hits in den USA                         | Liste der Nummer-eins-Hits in den USA                              | 1960 →                    |
| \| Zeitraum \| Wo. ges. \| Interpret \| Titel Autor(en) \| Zusätzliche Informationen \| \| (Zeitraum, Wochen auf Platz eins, Interpret, Titel, Autor[en], zusätzliche Informationen) \| \| \| \| \| \| ----------------------------------------------------------------------------------------- \| -------- \| ------------------------------------------------------------- \| --------------------------------------------------------------------- \| ------------------------- \| \| 22. Dezember 1958 – 18. Januar 1959 4 Wochen (insgesamt 4) \| 4 \| David Seville & Alvin & the Chipmunks \| The Chipmunk Song (Christmas Don’t Be Late)[1] Ross Bagdasarian \| - \| \| 19. Januar 1959 – 8. Februar 1959 3 Wochen (insgesamt 3) \| 3 \| The Platters \| Smoke Gets in Your Eyes[2] Jerome Kern, Otto Harbach \| - \| \| 9. Februar 1959 – 8. März 1959 4 Wochen (insgesamt 4) \| 4 \| Lloyd Price with Don Costa & His Orchestra \| Stagger Lee[3] Harold Logan, Lloyd Price \| - \| \| 9. März 1959 – 12. April 1959 5 Wochen (insgesamt 5) \| 5 \| Frankie Avalon with Peter De Angelis & His Orchestra & Chorus \| Venus[4] Ed Marshall \| - \| \| 13. April 1959 – 10. Mai 1959 4 Wochen (insgesamt 4) \| 4 \| The Fleetwoods with Bonnie Guitar \| Come Softly to Me[5] Barbara Ellis, Gary Troxel, Gretchen Christopher \| - \| \| 11. Mai 1959 – 17. Mai 1959 1 Woche (insgesamt 1) \| 1 \| Dave Cortez \| The Happy Organ[6] Ken Wood. David Clowney, James L. Kriegsmann \| - \| \| 18. Mai 1959 – 31. Mai 1959 2 Wochen (insgesamt 2) \| 2 \| Wilbert Harrison \| Kansas City[7] Leiber/Stoller \| - \| \| 1. Juni 1959 – 12. Juli 1959 6 Wochen (insgesamt 6) \| 6 \| Johnny Horton \| The Battle of New Orleans[8] Jimmy Driftwood \| - \| \| 13. Juli 1959 – 9. August 1959 4 Wochen (insgesamt 4) \| 4 \| Paul Anka with Don Costa & His Orchestra \| Lonely Boy[9] Paul Anka \| - \| \| 10. August 1959 – 23. August 1959 2 Wochen (insgesamt 2) \| 2 \| Elvis Presley with The Jordanaires \| A Big Hunk o’ Love[10] Aaron Schroeder, Sid Jaxon \| - \| \| 24. August 1959 – 20. September 1959 4 Wochen (insgesamt 4) \| 4 \| The Browns \| The Three Bells[11] Jean Villard, Bert Reisfeld \| - \| \| 21. September 1959 – 4. Oktober 1959 2 Wochen (insgesamt 2) \| 2 \| Santo & Johnny \| Sleep Walk[12] Santo Farina, John Farina, Ann Farina \| - \| \| 5. Oktober 1959 – 15. November 1959 6 Wochen (insgesamt 9) \| 9 \| Bobby Darin \| Mack the Knife[13] Kurt Weill, Bertolt Brecht, Marc Blitzstein \| - \| \| 16. November 1959 – 22. November 1959 1 Woche (insgesamt 1) \| 1 \| The Fleetwoods \| Mr. Blue[14] Dewayne Blackwell \| - \| \| 23. November 1959 – 13. Dezember 1959 3 Wochen (insgesamt 9) \| 9 \| Bobby Darin \| Mack the Knife Kurt Weill, Bertolt Brecht, Marc Blitzstein \| - \| \| 14. Dezember 1959 – 27. Dezember 1959 2 Wochen (insgesamt 2) \| 2 \| Guy Mitchell with Joe Sherman & His Orchestra \| Heartaches by the Number[15] Harlan Howard \| - \| |                                       |                                                               |                                                                    |                           |
| ← 1958 |                                       |                                                               |                                                                    | → 1960 →                  |
| Zeitraum | Wo. ges.                              | Interpret                                                     | Titel Autor(en)                                                    | Zusätzliche Informationen |
| (Zeitraum, Wochen auf Platz eins, Interpret, Titel, Autor[en], zusätzliche Informationen) |                                       |                                                               |                                                                    |                           |
| 22. Dezember 1958 – 18. Januar 1959 4 Wochen (insgesamt 4) | 4                                     | David Seville & Alvin & the Chipmunks                         | The Chipmunk Song (Christmas Don’t Be Late) Ross Bagdasarian       | -                         |
| 19. Januar 1959 – 8. Februar 1959 3 Wochen (insgesamt 3) | 3                                     | The Platters                                                  | Smoke Gets in Your Eyes Jerome Kern, Otto Harbach                  | -                         |
| 9. Februar 1959 – 8. März 1959 4 Wochen (insgesamt 4) | 4                                     | Lloyd Price with Don Costa & His Orchestra                    | Stagger Lee Harold Logan, Lloyd Price                              | -                         |
| 9. März 1959 – 12. April 1959 5 Wochen (insgesamt 5) | 5                                     | Frankie Avalon with Peter De Angelis & His Orchestra & Chorus | Venus Ed Marshall                                                  | -                         |
| 13. April 1959 – 10. Mai 1959 4 Wochen (insgesamt 4) | 4                                     | The Fleetwoods with Bonnie Guitar                             | Come Softly to Me Barbara Ellis, Gary Troxel, Gretchen Christopher | -                         |
| 11. Mai 1959 – 17. Mai 1959 1 Woche (insgesamt 1) | 1                                     | Dave Cortez                                                   | The Happy Organ Ken Wood. David Clowney, James L. Kriegsmann       | -                         |
| 18. Mai 1959 – 31. Mai 1959 2 Wochen (insgesamt 2) | 2                                     | Wilbert Harrison                                              | Kansas City Leiber/Stoller                                         | -                         |
| 1. Juni 1959 – 12. Juli 1959 6 Wochen (insgesamt 6) | 6                                     | Johnny Horton                                                 | The Battle of New Orleans Jimmy Driftwood                          | -                         |
| 13. Juli 1959 – 9. August 1959 4 Wochen (insgesamt 4) | 4                                     | Paul Anka with Don Costa & His Orchestra                      | Lonely Boy Paul Anka                                               | -                         |
| 10. August 1959 – 23. August 1959 2 Wochen (insgesamt 2) | 2                                     | Elvis Presley with The Jordanaires                            | A Big Hunk o’ Love Aaron Schroeder, Sid Jaxon                      | -                         |
| 24. August 1959 – 20. September 1959 4 Wochen (insgesamt 4) | 4                                     | The Browns                                                    | The Three Bells Jean Villard, Bert Reisfeld                        | -                         |
| 21. September 1959 – 4. Oktober 1959 2 Wochen (insgesamt 2) | 2                                     | Santo & Johnny                                                | Sleep Walk Santo Farina, John Farina, Ann Farina                   | -                         |
| 5. Oktober 1959 – 15. November 1959 6 Wochen (insgesamt 9) | 9                                     | Bobby Darin                                                   | Mack the Knife Kurt Weill, Bertolt Brecht, Marc Blitzstein         | -                         |
| 16. November 1959 – 22. November 1959 1 Woche (insgesamt 1) | 1                                     | The Fleetwoods                                                | Mr. Blue Dewayne Blackwell                                         | -                         |
| 23. November 1959 – 13. Dezember 1959 3 Wochen (insgesamt 9) | 9                                     | Bobby Darin                                                   | Mack the Knife Kurt Weill, Bertolt Brecht, Marc Blitzstein         | -                         |
| 14. Dezember 1959 – 27. Dezember 1959 2 Wochen (insgesamt 2) | 2                                     | Guy Mitchell with Joe Sherman & His Orchestra                 | Heartaches by the Number Harlan Howard                             | -                         |

## Alben
| ← 1958 ← | Liste der Nummer-eins-Alben in den USA | Liste der Nummer-eins-Alben in den USA | Liste der Nummer-eins-Alben in den USA | 1960 →                    |
| \| Zeitraum \| Wo. ges. \| Interpret \| Titel \| Zusätzliche Informationen \| \| (Zeitraum, Wochen auf Platz eins, Interpret, Titel, zusätzliche Informationen) \| \| \| \| \| \| ------------------------------------------------------------------------------ \| -------- \| ---------------------------------- \| ------------------------------------- \| ------------------------- \| \| 27. Dezember 1958 – 11. Januar 1959 3 Wochen (insgesamt 6) \| 6 \| Mitch Miller & The Gang \| Sing Along with Mitch[16] \| - \| \| 12. Januar 1959 – 1. Februar 1959 3 Wochen (insgesamt 3) \| 3 \| Mitch Miller & The Gang \| Christmas Sing – Along with Mitch[17] \| - \| \| 2. Februar 1959 – 22. Februar 1959 3 Wochen (insgesamt 3) \| 3 \| Original Broadway Cast \| Flower Drum Song[18] \| - \| \| 23. Februar 1959 – 3. Mai 1959 10 Wochen (insgesamt 10) \| 10 \| Henry Mancini \| The Music from Peter Gunn[19] \| - \| \| 4. Mai 1959 – 24. Mai 1959 3 Wochen (insgesamt 6) \| 6 \| Original Motion Picture Soundtrack \| Gigi[20] \| - \| |                                        |                                        |                                        |                           |
| ← 1958 |                                        |                                        |                                        | → 1960 →                  |
| Zeitraum | Wo. ges.                               | Interpret                              | Titel                                  | Zusätzliche Informationen |
| (Zeitraum, Wochen auf Platz eins, Interpret, Titel, zusätzliche Informationen) |                                        |                                        |                                        |                           |
| 27. Dezember 1958 – 11. Januar 1959 3 Wochen (insgesamt 6) | 6                                      | Mitch Miller & The Gang                | Sing Along with Mitch                  | -                         |
| 12. Januar 1959 – 1. Februar 1959 3 Wochen (insgesamt 3) | 3                                      | Mitch Miller & The Gang                | Christmas Sing – Along with Mitch      | -                         |
| 2. Februar 1959 – 22. Februar 1959 3 Wochen (insgesamt 3) | 3                                      | Original Broadway Cast                 | Flower Drum Song                       | -                         |
| 23. Februar 1959 – 3. Mai 1959 10 Wochen (insgesamt 10) | 10                                     | Henry Mancini                          | The Music from Peter Gunn              | -                         |
| 4. Mai 1959 – 24. Mai 1959 3 Wochen (insgesamt 6) | 6                                      | Original Motion Picture Soundtrack     | Gigi                                   | -                         |

Ab dem 25. Mai 1959 wurden die Albencharts in Mono-Alben und Stereo-Nummer-eins-Hits-Alben aufgeteilt. Diese Trennung blieb bis 1963 in Kraft.

### Mono
| ← 1958 ← | Liste der Nummer-eins-Alben in den USA | Liste der Nummer-eins-Alben in den USA | Liste der Nummer-eins-Alben in den USA | 1960 →                    |
| \| Zeitraum \| Wo. ges. \| Interpret \| Titel \| Zusätzliche Informationen \| \| (Zeitraum, Wochen auf Platz eins, Interpret, Titel, zusätzliche Informationen) \| \| \| \| \| \| ------------------------------------------------------------------------------ \| -------- \| ---------------------------------- \| --------------------- \| ------------------------- \| \| 25. Mai 1959 – 21. Juni 1959 4 Wochen (insgesamt 10) \| 10 \| Original Motion Picture Soundtrack \| Gigi \| - \| \| 22. Juni 1959 – 26. Juli 1959 5 Wochen (insgesamt 5) \| 5 \| Martin Denny \| Exotica[21] \| - \| \| 27. Juli 1959 – 8. November 1959 15 Wochen (insgesamt 15) \| 15 \| The Kingston Trio \| At Large[22] \| - \| \| 9. November 1959 – 13. Dezember 1959 5 Wochen (insgesamt 5) \| 5 \| Johnny Mathis \| Heavenly[23] \| - \| \| 14. Dezember 1959 – 27. Dezember 1959 2 Wochen (insgesamt 2) \| 2 \| The Kingston Trio \| Here We Go Again![24] \| - \| |                                        |                                        |                                        |                           |
| ← 1958 |                                        |                                        |                                        | → 1960 →                  |
| Zeitraum | Wo. ges.                               | Interpret                              | Titel                                  | Zusätzliche Informationen |
| (Zeitraum, Wochen auf Platz eins, Interpret, Titel, zusätzliche Informationen) |                                        |                                        |                                        |                           |
| 25. Mai 1959 – 21. Juni 1959 4 Wochen (insgesamt 10) | 10                                     | Original Motion Picture Soundtrack     | Gigi                                   | -                         |
| 22. Juni 1959 – 26. Juli 1959 5 Wochen (insgesamt 5) | 5                                      | Martin Denny                           | Exotica                                | -                         |
| 27. Juli 1959 – 8. November 1959 15 Wochen (insgesamt 15) | 15                                     | The Kingston Trio                      | At Large                               | -                         |
| 9. November 1959 – 13. Dezember 1959 5 Wochen (insgesamt 5) | 5                                      | Johnny Mathis                          | Heavenly                               | -                         |
| 14. Dezember 1959 – 27. Dezember 1959 2 Wochen (insgesamt 2) | 2                                      | The Kingston Trio                      | Here We Go Again!                      | -                         |

### Stereo
| ← 1958 ← | Liste der Nummer-eins-Alben in den USA | Liste der Nummer-eins-Alben in den USA | Liste der Nummer-eins-Alben in den USA | 1960 →                    |
| \| Zeitraum \| Wo. ges. \| Interpret \| Titel \| Zusätzliche Informationen \| \| (Zeitraum, Wochen auf Platz eins, Interpret, Titel, zusätzliche Informationen) \| \| \| \| \| \| ------------------------------------------------------------------------------ \| -------- \| ---------------------------------- \| ------------------------- \| ------------------------- \| \| 25. Mai 1959 – 21. Juni 1959 4 Wochen (insgesamt 34) \| 34 \| Original Motion Picture Soundtrack \| South Pacific[25] \| - \| \| 22. Juni 1959 – 12. Juli 1959 3 Wochen (insgesamt 15) \| 15 \| Rex Harrison & Julie Andrews \| My Fair Lady[26] \| - \| \| 13. Juli 1959 – 19. Juli 1959 1 Woche (insgesamt 34) \| 34 \| Original Motion Picture Soundtrack \| South Pacific \| - \| \| 20. Juli 1959 – 26. Juli 1959 1 Woche (insgesamt 1) \| 1 \| Mantovani & his Orchestra \| Film Encores Volume 1[27] \| - \| \| 27. Juli 1959 – 27. Dezember 1959 22 Wochen (insgesamt 34) \| 34 \| Original Motion Picture Soundtrack \| South Pacific \| - \| |                                        |                                        |                                        |                           |
| ← 1958 |                                        |                                        |                                        | → 1960 →                  |
| Zeitraum | Wo. ges.                               | Interpret                              | Titel                                  | Zusätzliche Informationen |
| (Zeitraum, Wochen auf Platz eins, Interpret, Titel, zusätzliche Informationen) |                                        |                                        |                                        |                           |
| 25. Mai 1959 – 21. Juni 1959 4 Wochen (insgesamt 34) | 34                                     | Original Motion Picture Soundtrack     | South Pacific                          | -                         |
| 22. Juni 1959 – 12. Juli 1959 3 Wochen (insgesamt 15) | 15                                     | Rex Harrison & Julie Andrews           | My Fair Lady                           | -                         |
| 13. Juli 1959 – 19. Juli 1959 1 Woche (insgesamt 34) | 34                                     | Original Motion Picture Soundtrack     | South Pacific                          | -                         |
| 20. Juli 1959 – 26. Juli 1959 1 Woche (insgesamt 1) | 1                                      | Mantovani & his Orchestra              | Film Encores Volume 1                  | -                         |
| 27. Juli 1959 – 27. Dezember 1959 22 Wochen (insgesamt 34) | 34                                     | Original Motion Picture Soundtrack     | South Pacific                          | -                         |